# Agelena cuspidata
Agelena cuspidata es una especie de araña del género Agelena, familia Agelenidae. Fue descrita científicamente por Zhang, Zhu & Song en 2005.

## Distribución
Esta especie se encuentra en China.